# Andrea Gasbarroni
Andrea Gasbarroni (Turim, 6 de agosto de 1981) é um futebolista italiano que joga atualmente no Monza.

## Carreira
Andrea Gasbarroni representou a Seleção Italiana de Futebol nas Olimpíadas de 2004, que conquistou a medalha de bronze.